# Missing You (John Waite)
Missing You è un singolo del cantante britannico John Waite, pubblicato nel giugno 1984 come primo estratto dal secondo album in studio No Brakes.
Il singolo ha raggiunto la prima posizione della Billboard Hot 100 negli Stati Uniti, durante la settimana del 22 settembre 1984.
Pare che il brano sia stato scritto da Waite in riferimento alla presentatrice Nina Blackwood di MTV.

## Video musicale
Il video, girato a Los Angeles nell'estate 1984, si apre mostrando John Waite seduto su una poltrona, mentre guarda la foto di una donna. Il cantante comincia a ricordare i momenti belli e brutti passati assieme alla sua ex compagna. Successivamente egli decide di chiamarla da un telefono pubblico, ma la conversazione si conclude in malo modo. Waite entra dunque in un pub, dove incontra un'altra donna che cerca di flirtare con lui, senza tuttavia attirare l'interesse del cantante. Lui prova nuovamente a contattare al telefono la sua vecchia ragazza, ma il tentativo fallisce anche questa volta. Alla fine decide di andare a letto sconsolato. Quando la donna si rifà finalmente viva bussando alla porta del cantante, questi non la apre, lasciandola in lacrime.

## Versioni
Esistono alcune differenze tra la versione del brano utilizzata nell'album No Brakes e quella distribuita come singolo per il videoclip e le stazioni radiofoniche. Nella versione dell'album, all'inizio si sente John Waite che ripete diverse volte la frase Missing You, omessa nella versione pubblicata come singolo. Esiste inoltre una versione estesa del brano che presenta un'introduzione più lunga.

## Tracce
7" EMI America B-8212
1. Missing You – 4:01
2. For Your Love – 3:38

12" Maxi EMI America 062-20 0356 6
1. Missing You (versione estesa) – 7:01
2. For Your Love – 3:38

## Classifiche
| Classifica (1984)                | Posizione massima |
| -------------------------------- | ----------------- |
| Australia                        | 5                 |
| Belgio (Fiandre)                 | 19                |
| Canada                           | 1                 |
| Germania                         | 13                |
| Irlanda                          | 6                 |
| Nuova Zelanda                    | 18                |
| Regno Unito                      | 9                 |
| Stati Uniti                      | 1                 |
| Stati Uniti (adult contemporary) | 7                 |
| Stati Uniti (mainstream rock)    | 12                |
| Svizzera                         | 12                |

## Nella cultura di massa
- La canzone viene utilizzata nei film Selena (1997) e Warm Bodies (2013).[11]
- Appare inoltre in una scena della pellicola 22 Jump Street, in seguito al litigio dei due protagonisti interpretati da Jonah Hill e Channing Tatum.
- Il brano è presente nella colonna sonora del videogioco Grand Theft Auto: Vice City del 2003, dove viene trasmessa dalla fittizia stazione radio Emotion 98.3.
- La canzone appare nel secondo episodio della prima stagione della serie televisiva Miami Vice, mandato in onda per la prima volta il 28 settembre 1984.
- È stata inoltre inserita nel dodicesimo episodio della settimana stagione di Le regole dell'amore, nel 2013.
- John Waite ha reinterpretato il brano in duetto con la cantante country Alison Krauss. Questa nuova versione è stata pubblicata come singolo nel 2007 e si è piazzata alla posizione numero 34 della Hot Country Songs.[12]
- La canzone è stata inoltre adattata in lingua italiana da Paola Turci con il titolo Mi manchi tu per il suo album Oltre le nuvole del 1997.
- Rod Stewart ha registrato una nuova versione del brano per il suo album di cover Still the Same... Great Rock Classics of Our Time nel 2006.
- La cover più famosa è sicuramente quella di Tina Turner, pubblicata come singolo dal suo album Wildest Dreams nel 1996.
- Altre cover registrate durante gli anni sono state quelle di Smudge (1992), E'voke (1996), Brooks & Dunn (1999), Tyler Hilton (2006), Orianthi (2010), Jimmy LaFave (2011) e Kira Isabella (2017).

## Versione di Tina Turner
La cantante statunitense Tina Turner ha registrato una cover del brano nel 1996 e l'ha pubblicata come terzo singolo estratto dall'album Wildest Dreams. Curiosamente, la versione originale di Waite aveva spodestato dal primo posto in classifica proprio un singolo della Turner, What's Love Got to Do with It.

### Versioni e remix
- European album version – 4:36
- U.S. album version – 4:40
- Single edit – 4:02
- Alternate mix – 4:04

### Classifiche
| Classifica (1996)                | Posizione massima |
| -------------------------------- | ----------------- |
| Regno Unito                      | 12                |
| Stati Uniti                      | 84                |
| Stati Uniti (adult contemporary) | 16                |